# Szczeciniak jodłowy

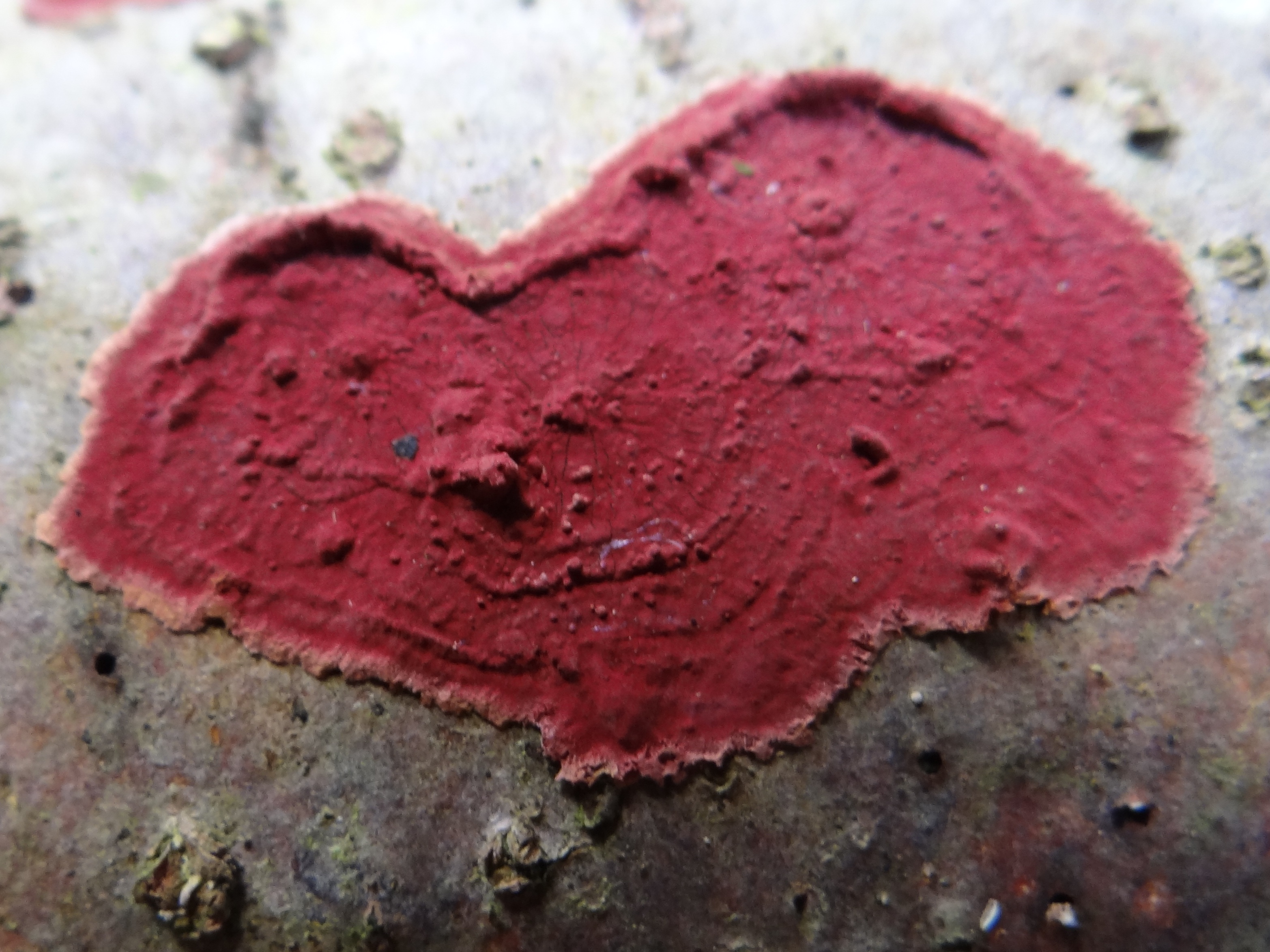

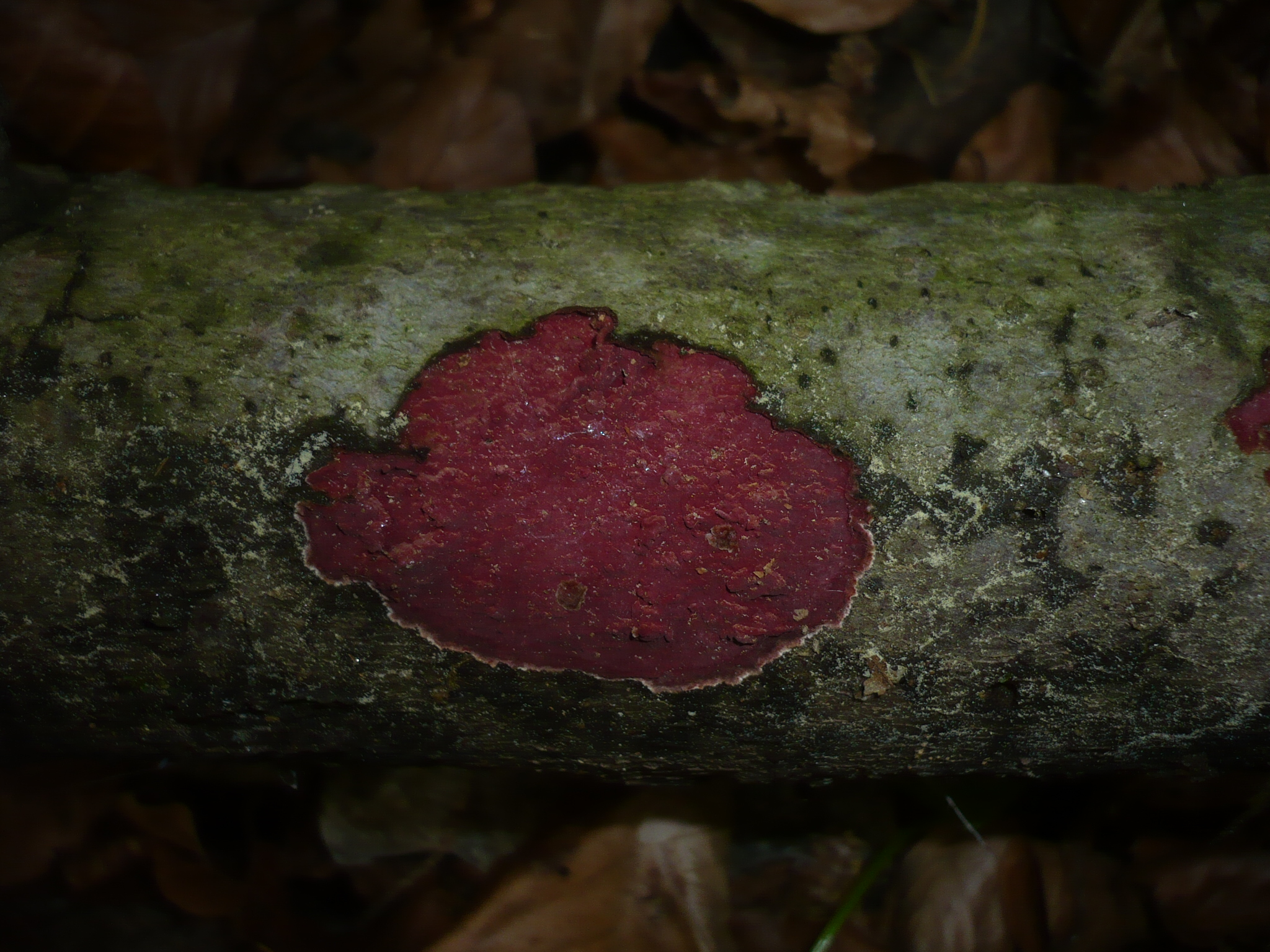

Szczeciniak jodłowy, szczecinkowiec jodłowy (Hymenochaete cruenta (Pers.) Donk) – gatunek grzybów z rodziny szczeciniakowatych (Hymenochaetaceae).

## Systematyka i nazewnictwo
Pozycja w klasyfikacji według Index Fungorum: Hymenochaete, Hymenochaetaceae, Hymenochaetales, Incertae sedis, Agaricomycetes, Agaricomycotina, Basidiomycota, Fungi.
Po raz pierwszy takson ten zdiagnozował w roku 1801 Christian Hendrik Persoon nadając mu nazwę Thelephora cruenta. Obecną, uznaną przez Index Fungorum nazwę nadał mu w roku 1959 Marinus Anton Donk, przenosząc go do rodzaju Hymenochaete.
Synonimy naukowe:
- Corticium cruentum (Pers.) J. Schröt. 1888
- Cytidia cruenta (Pers.) Herter 1910
- Lomatina cruenta (Pers.) P. Karst. 1899
- Thelephora cruenta Pers. 1801
- Thelephora cruenta Pers. 1801 var. cruenta

W 1968 r. Barbara Gumińska i Władysław Wojewoda podali nazwę szczecinkowiec jodłowy, w 1999 r. Władysław Wojewoda zmienił ją na szczeciniak jodłowy.

## Morfologia
Owocnik
Rozpostarty płasko, skorupiasty, bardzo cienki (tylko do 4 mm grubości), owalny lub kolisty, o brzegu falistym, karbowanym i odgiętym. Powierzchnia górna o barwie jasnoczerwonej lub czerwonej, po obumarciu staje się brązowoczerwona. Jest, gładka, pomarszczona, nierówna. Wystają z niej szczecinki. Dolna powierzchnia brązowa. Miąższ elastyczny, skórzasty.
Cechy mikroskopowe
Strzępki proste z przegrodami. Mają grubość 3–4 μm, są bezbarwne lub jasnożółte. Szczecinki wrzecionowate o wierzchołku tępym lub ostrym i różnej wysokości. Mają rozmiar 60–80 × 6–10 μm, są brązowe, grubościenne i wystają ponad hymenium 40–50 μm. Podstawki o rurowatym kształcie z 4 sterygmami. Mają rozmiar 20–25 × 4–5 μm i proste przegrody przy podstawie. Zarodniki cylindryczne, lekko zakrzywione, 6–8 × 2–2,5 (–3) um, gładkie, cienkościenne, hialinowe.

## Występowanie i siedlisko
Występuje głównie w Europie i Azji, podano też stanowiska tego gatunku w Zimbabwe w Afryce oraz Nowej Zelandii W Polsce gatunek rzadki. Znajduje się na Czerwonej liście roślin i grzybów Polski. Ma status V – zagrożony wyginięciem. Znajduje się na listach gatunków zagrożonych także w Szwajcarii i Niemczech.
Rośnie wyłącznie na jodle pospolitej (Abies alba), na świeżo obumarłych gałęziach jeszcze pozostających na drzewie, często wysoko ponad ziemią. Rzadko tylko można go spotkać na cienkich, obumarłych pniach.